# Koprivnik v Bohinju
Koprivnik v Bohinju (IPA:  pronuncia [kɔˈpɾiːu̯nik w bɔˈxiːnju]) è un insediamento (naselje) di 214 abitanti, della municipalità di Bohinj nella regione statistica dell'Alta Carniola in Slovenia.